# Falcileptoneta tsushimensis
Espèce
Synonymes
- Leptoneta tsushimensis Yaginuma, 1970

Falcileptoneta tsushimensis est une espèce d'araignées aranéomorphes de la famille des Leptonetidae.

## Distribution
Cette espèce est endémique de l'île Tsushima au Japon.

## Étymologie
Son nom d'espèce, composé de tsushim[a] et du suffixe latin -ensis, « qui vit dans, qui habite », lui a été donné en référence au lieu de sa découverte, l'île Tsushima.

## Publication originale
- Yaginuma, 1970 : Two new spiders of the genera Leptoneta and Dolichocybaeus from the islands of Tsushima. Bulletin of the National Museum of Nature and Science, Tokyo, vol. 13, p. 241-248.